# Bestagno
Bestagno è una frazione di 190 abitanti del comune di Pontedassio, in provincia di Imperia.
Si trova su un'altura della valle del torrente Impero ed è circondato da fasce terrazzate in cui viene praticata la coltivazione degli ulivi o, talvolta, la viticultura.

## Storia
In epoca medievale e rinascimentale Bestagno, grazie alla sua posizione isolata ed elevata, costituì una risorsa importante per il controllo del territorio circostante da parte dei signorotti di turno. I suoi territori, così come quelli di Oneglia e di altri comuni limitrofi, essendo situati all'estremo ovest della Liguria, furono spesso contesi dalle potenze circostanti: la Repubblica di Genova, il Marchesato del Monferrato, il Ducato di Savoia. La sua castellania fu, nel XIII secolo, alle dipendenze della famiglia Doria.
Con gli eventi napoleonici di fine Settecento la costituita municipalità di Bestagno confluì tra il 1801 e il 1803 nella Repubblica Ligure.
Annesso al Primo Impero francese, dal 13 giugno 1805 al 1814 il territorio fu inserito nel Dipartimento di Montenotte sotto l'arrondissement di Porto Maurizio. Nuovamente inglobato nel Regno di Sardegna dal 1815, così come stabilito dal Congresso di Vienna del 1814, la comunità bestagnina confluì nel Regno d'Italia dal 1861. Dal 1859 al 1927 il comune fu compreso nel IV mandamento di Oneglia del circondario di Porto Maurizio facente parte della provincia di Porto Maurizio e, con la sua costituzione, della successiva provincia di Imperia.
Nel 1928 il comune fu soppresso e aggregato a Pontedassio come frazione.

## Monumenti e luoghi d'interesse

### Architetture religiose
- Chiesa parrocchiale di San Sebastiano. La primitiva struttura, ubicata nel cuore del borgo frazionario, era risalente al XV secolo; nel 1743 si procedette ad una sua riedificazione nei canoni architettonici barocchi su progetto di Filippo Maria Marvaldi.
- Chiesa di San Michele Arcangelo, nei pressi del locale cimitero, già chiesa matrice della media valle Impero. L'attuale impianto è risalente al Seicento, ma conserva ancora l'attiguo piccolo campanile a vela del 1272 e parte dell'abside medievale aperta con una monofora.
- Oratorio di Nostra Signora dell'Annunziata.
- Cappella Natta, chiesetta campestre edificata in puro stile bizantino.

### Architetture militari
- Castello di Bestagno. Risalente al periodo medievale, ubicato poco fuori dal centro abitato della frazione, fu alle dipendenze del Marchesato del Monferrato e del Ducato di Savoia. Nel 1430 rientrò tra i possedimenti del duca Amedeo VIII di Savoia che poi, intorno al 1435, lo restituì al marchese monferrino Gian Giacomo. Successivamente passò pure alle dipendenze dei Doria e fu un suo esponente, Domenico, ad avviare una pressoché riedificazione della postazione difensiva oramai vetusta e devastata dai conflitti tra le varie potenze della zona. Si presenta attualmente allo stato di rudere.